# 約束の場所/たったひとりの味方
「約束の場所/たったひとりの味方」（やくそくのばしょ/たったひとりのみかた）は、ふくい舞の2枚目のシングル。福井舞名義からは通算5枚目。2011年11月23日にJ-moreから発売された。
「約束の場所」はゲームソフト『ファイナルファンタジーXIII-2』（PS3版）主題歌に、「たったひとりの味方」は東海テレビ昼ドラ『花嫁のれん』主題歌にそれぞれ起用された。

## 収録曲
1. 約束の場所
  - 作詞：jam / 作曲：多保孝一 / 編曲：塚崎陽平
  - ゲームソフト『ファイナルファンタジーXIII-2』（PS3版）主題歌
2. たったひとりの味方
  - 作詞・作曲・編曲：磯貝サイモン
  - 東海テレビ昼ドラ『花嫁のれん2』主題歌
3. 約束の場所 (Instrumental)
4. たったひとりの味方 (Instrumental)